# The Song Remains the Same
The Song Remains the Same ist ein Dokumentar- und Musikfilm nebst dazugehörigem Soundtrack der britischen Rockband Led Zeppelin. Die Aufnahmen hierzu wurden vom 27. bis 29. Juli 1973 während der drei Abschlusskonzerte ihrer US-Tournee im New Yorker Madison Square Garden gemacht. Doppelalbum und Film wurden erst drei Jahre später am 21. September 1976 bei Swan Song Records veröffentlicht. Gleichzeitig ist The Song Remains the Same ein Musiktitel, der bereits auf der Produktion Houses of the Holy am 28. März 1973 von Led Zeppelin veröffentlicht wurde.
Der Film enthält außerdem Sequenzen, mit denen sich jeder Musiker der Band selbst darstellen konnte. So ist Robert Plant bei The Song Remains the Same und The Rain Song unterwegs, um eine Prinzessin aus den Händen eines Räubers zu retten. Jimmy Page erklimmt bei Dazed and Confused einen Berg, um in seine eigene Vergangenheit und Zukunft zu blicken, und John Paul Jones reitet maskiert bei Nacht zum Titel No Quarter an einer Windmühle vorbei. John Bonham zeigt sich als einziger wie er tatsächlich ist – mit seiner Frau Pat und Sohn Jason beim Spaziergang. Zudem verlieh er zu dem Lied Moby Dick seiner Vorliebe für die Landwirtschaft sowie dem Geschwindigkeitsrausch bei Dragster-Rennen Ausdruck.

## Liste der Songs

### Teil eins
1. Rock and Roll (Bonham/Jones/Page/Plant) – 4:03
2. Celebration Day (Jones/Page/Plant) – 3:49 (nicht im Film)
3. The Song Remains the Same (Page/Plant) – 6:00
4. The Rain Song (Page/Plant) – 8:25
5. Dazed and Confused (Page) – 26:53

### Teil zwei
1. No Quarter (Jones/Page/Plant) – 12:30
2. Stairway to Heaven (Page/Plant) – 10:58
3. Moby Dick (Bonham/Jones/Page/Plant) – 12:47
4. Whole Lotta Love (Bonham/Jones/Page/Plant) – 14:25

Im Film sind außerdem Live-Versionen von Black Dog, Since I’ve Been Loving You und Heartbreaker zu sehen.
Im Definitive Collection Mini LP Replica CD Boxset findet man fünf Bonus-Titel (auf dem CD-Cover nicht, aber auf den CD-Labels aufgedruckt): Black Dog, Since I’ve Been Loving You, The Ocean, Over the Hills and Far Away und Misty Mountain Hop.

## Besetzung
- Jimmy Page – akustische, elektrische und Steel-Gitarre, Backgroundgesang, Produzent
- Robert Plant – Gesang, Mundharmonika
- John Paul Jones – Keyboards, Orgel, Mellotron, Bassgitarre, Backgroundgesang
- John Bonham – Schlagzeug, Backgroundgesang